# Anthurium illepidum
Anthurium illepidum är en kallaväxtart som beskrevs av Heinrich Wilhelm Schott. Anthurium illepidum ingår i släktet Anthurium och familjen kallaväxter. Inga underarter finns listade.